# Darcya mutisii
Darcya mutisii är en grobladsväxtart som först beskrevs av Fern. Alonso, och fick sitt nu gällande namn av Billie Lee Turner. Darcya mutisii ingår i släktet Darcya och familjen grobladsväxter. Inga underarter finns listade i Catalogue of Life.